# Pharaphodius intonsus
Pharaphodius intonsus är en skalbaggsart som beskrevs av Rudolph Petrovitz 1964. Pharaphodius intonsus ingår i släktet Pharaphodius och familjen Aphodiidae. Inga underarter finns listade i Catalogue of Life.